# Holy War (Thy Art Is Murder)
Holy War è il terzo album in studio del gruppo musicale australiano Thy Art Is Murder, pubblicato nel 2015.

## Tracce
1. Absolute Genocide – 4:25
2. Light Bearer – 3:55
3. Holy War – 4:00
4. Coffin Dragger (featuring Winston McCall of Parkway Drive) – 2:55
5. Fur and Claw – 4:16
6. Deliver Us to Evil – 3:06
7. Emptiness – 4:03
8. Violent Reckoning – 2:55
9. Child of Sorrow – 3:33
10. Naked and Cold – 5:30

- Traccia Bonus - Vinile

1. Vengeance – 2:23

## Formazione
- Chris "CJ" McMahon – voce
- Andy Marsh – chitarra
- Sean Delander – basso
- Lee Stanton – batteria